# ГЕС Манік-1
ГЕС Манік-1, ГЕС Манікуаган-1 — ГЕС і гребля у гирлі річки Манікуаган за 3 км на захід від Бе-Комо, Квебек, Канада. ГЕС була введена в експлуатацію у 1966—1967 і виробляє 184 МВт, це найменша ГЕС проєкту Манік-Утард
У 1959 році було закінчено будівництво греблі Маккормік за для забезпечення електрикою елеваторів і алюмінієвого заводу. Проте зростання попиту на електрику змусило електрогенеруючу компанію Гідро-Квебек переглянути проєкт. І вже у 1966/67 роках була введена в експлуатацію на цьому ж водосховищі додаткова ГЕС — ГЕС Манік-1
Гребля Манік-1 складається з бетонної центральної частини, де розміщена електростанція, і двох кам'яно-накидних дамб по обидві сторони річки. Західна дамба має 85 м завдовжки, а східна дамба — 110 м. Середній гідравлічний напір — 37 м, але може варіюватися від 34—39 м через морські припливи Разом з сусідньою гідроелектростанції Маккормік використовує водосховище Манік-1 як резервуар.
ГЕС працює в піковому режимі і генерує 40 гігават-годин на рік.